# 马雷舍沃农村居民点

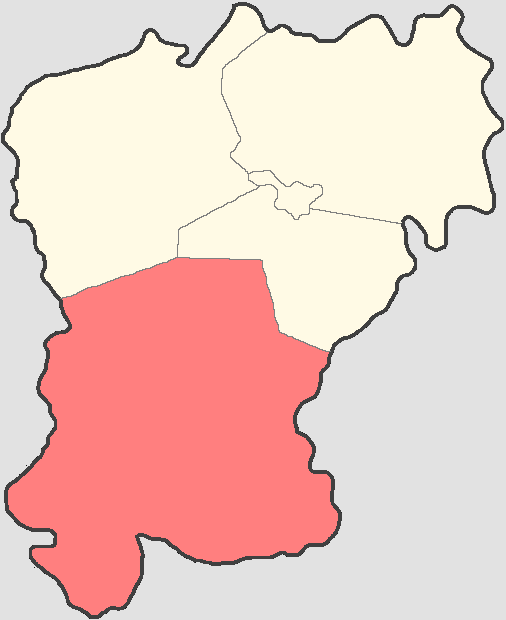
馬雷舍沃農村居民點

马雷舍沃农村居民点（俄语：Малышевское сельское поселение）是俄罗斯联邦弗拉基米尔州谢利瓦诺沃区所属的一个农村居民点。其下辖有38个居民点，行政中心为马雷舍沃。据2016年统计，该农村居民点的人口为4942人。